# Molophilus bifidus
Molophilus bifidus är en tvåvingeart som beskrevs av Maurice Emile Marie Goetghebuer 1920. Molophilus bifidus ingår i släktet Molophilus och familjen småharkrankar. Enligt den finländska rödlistan är arten starkt hotad i Finland. Arten är reproducerande i Sverige. Artens livsmiljö är källmiljöer. Inga underarter finns listade i Catalogue of Life.